# Hilchenbach
Hilchenbach is een stad en gemeente in de Duitse deelstaat Noordrijn-Westfalen, gelegen in de Kreis Siegen-Wittgenstein. De gemeente telt 14.646 inwoners (31 december 2020) op een oppervlakte van 80,88 km².
In de omgeving van Hilchenbach ligt de "Ginsburg", een ruïne van een kasteel uit de 12de eeuw, lange tijd een vesting van de dynastie Nassau. De burcht werd voor het eerst in geschriften uit 1255 vermeld. Willem van Oranje verzamelde er in 1568 zijn leger om Nederland van de Spanjaarden te gaan bevrijden.

## Delen gemeente Hilchenbach
- Allenbach
- Dahlbruch
- Grund
- Hadem
- Helberhausen
- (Alt-)Hilchenbach
- Lützel
- Müsen
- Oberndorf
- Oechelhausen
- Ruckersfeld
- Vormwald

## Afbeeldingen

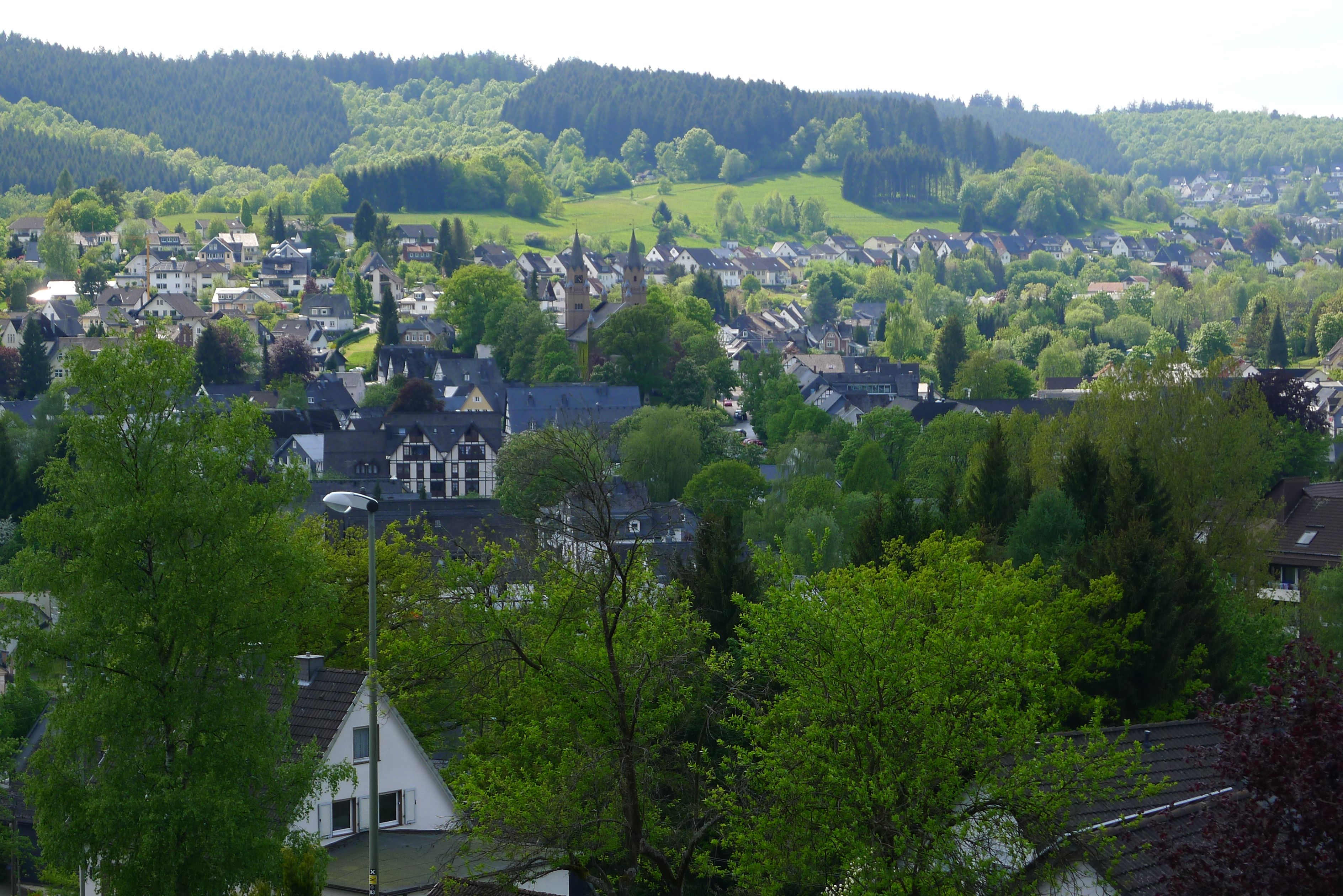
Gezicht op Hilchenbach
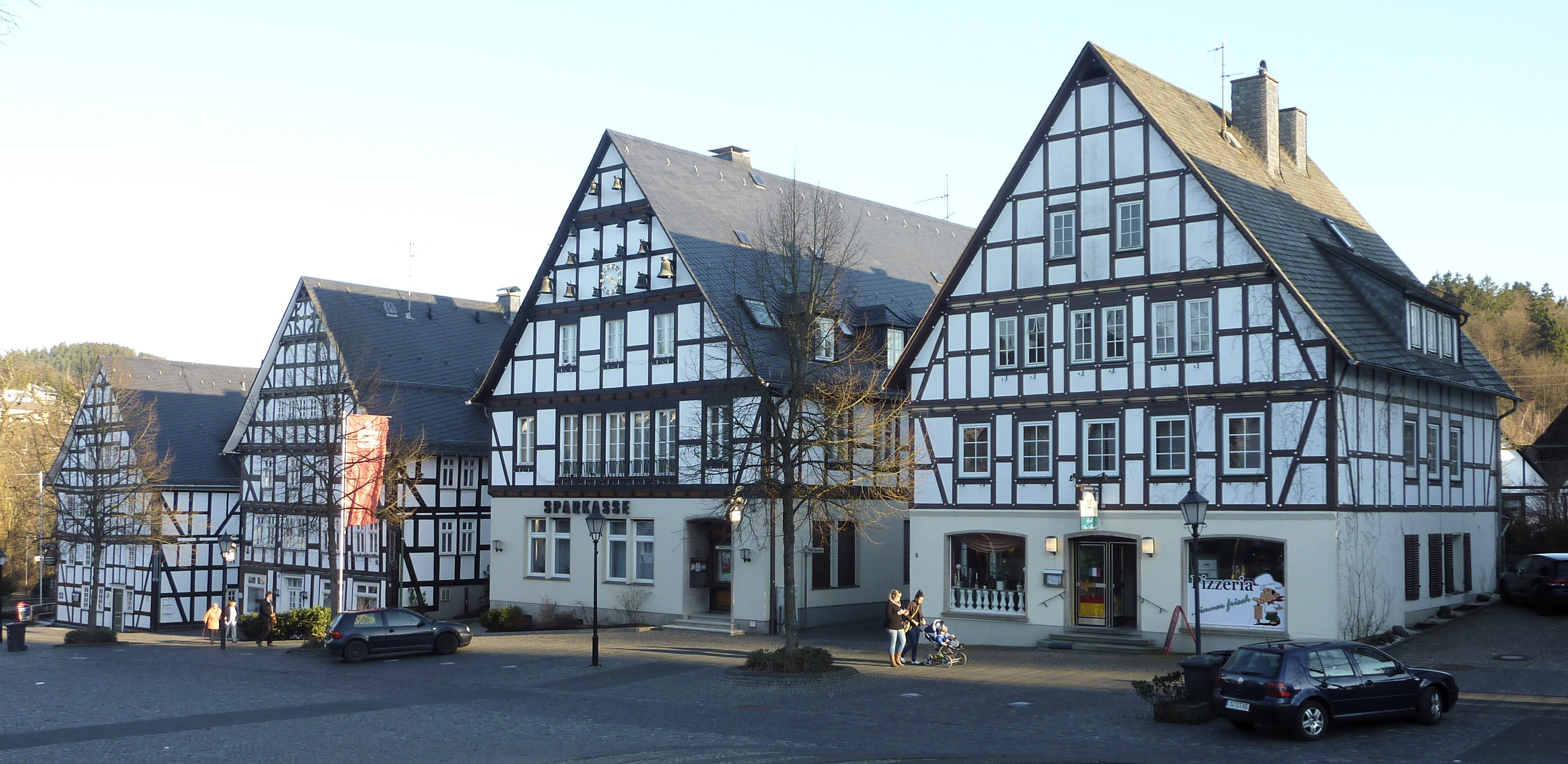
Vakwerkhuizen, Markt
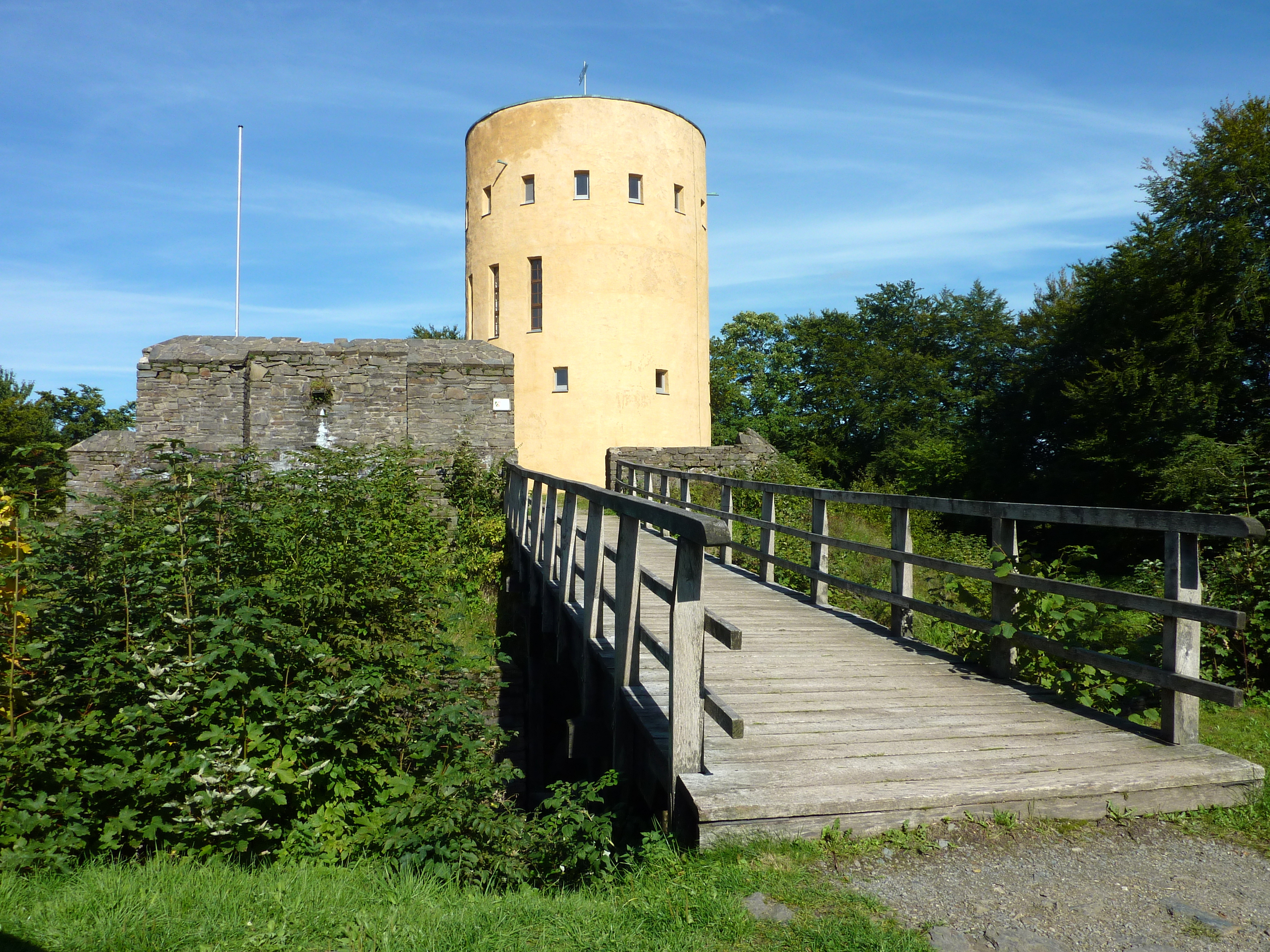
Ginsburg
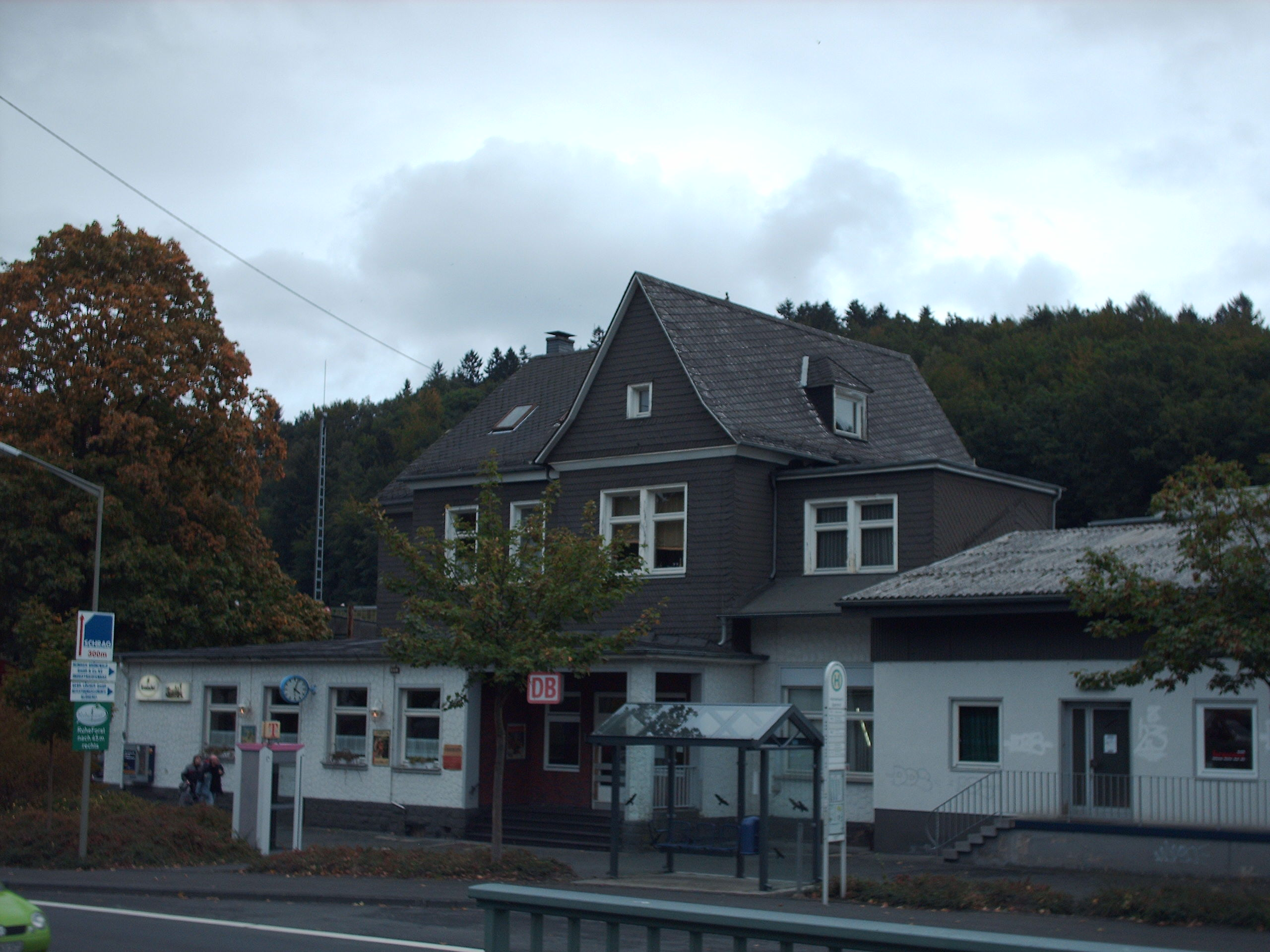
Station Hilchenbach
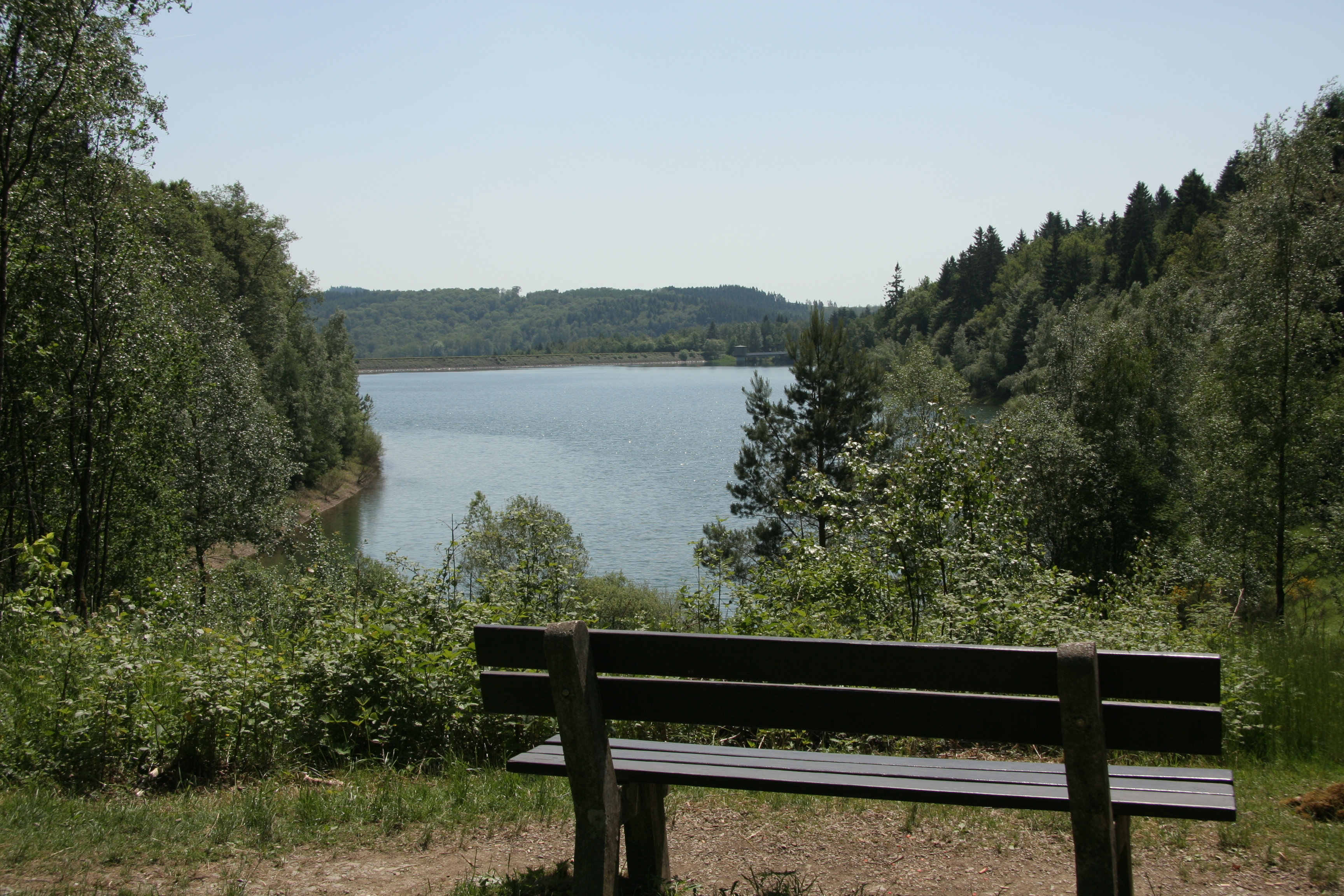
Breitenbachtalsperre

Bad Berleburg · Bad Laasphe · Burbach · Erndtebrück · Freudenberg · Hilchenbach · Kreuztal · Netphen · Neunkirchen · Siegen · Wilnsdorf